# Emberiza melanocephala
El escribano cabecinegro (Emberiza melanocephala) es una especie ave paseriforme de la familia Emberizidae. Habita en el sureste de Europa y suroeste de Asia. Se reproduce desde el sudeste hasta el este del Mediterráneo, el Cáucaso y Oriente medio hasta Irán. Es un ave migratoria, que pasa el invierno en el subcontinente Indio.
Para su reproducción, suele encontrar áreas abiertas de matorrales tales como tierras usadas para la agricultura. Pone de 4-6 huevos en un nido, árbol o arbusto. Su alimentación natural, cuando es joven, se compone de insectos mayormente y de varios tipos de semillas.
Esta ave tiene 17 cm de largo, más grande que Emberiza schoeniclus, con cola larga. El macho reproductor posee un vientre de brillante amarillo, dorso castaño y una capucha de color negro.
La hembra es una versión de tonos apagados del macho, con el vientre más pálido, una espalda gris-marrón y la cabeza gris. El juvenil es similar, y ambos pueden ser difíciles de separar de los plumajes correspondientes de la estrecha relación con el escribano carirrojo.

## Etimología
El epíteto específico de E. melanocephala proviene de la palabra griega mélanos (μελανος) que significa "oscuro" o "negro" y de  cefálos (κεφαλη) que significa "cabeza".

## Galería

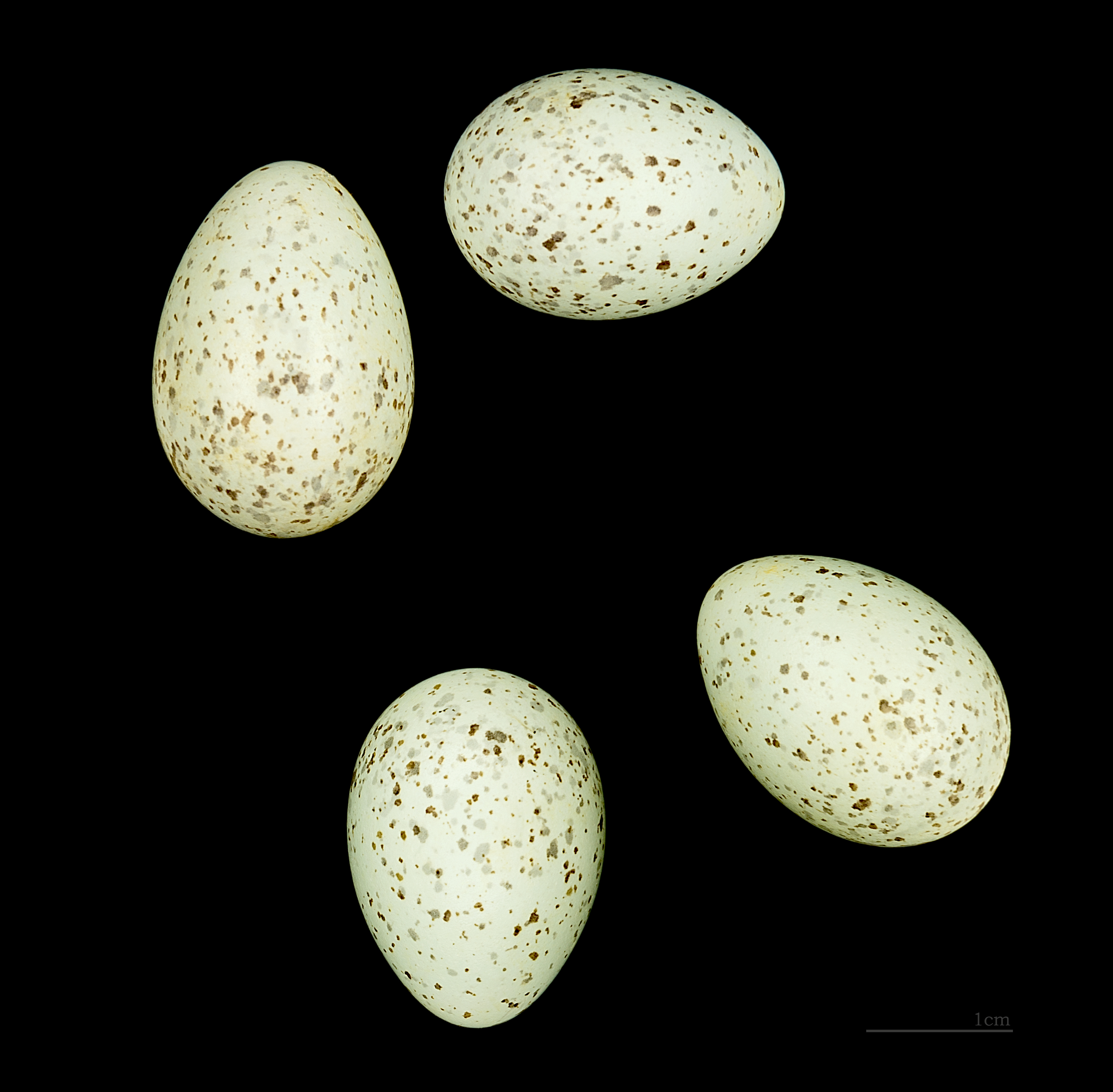
Huevos
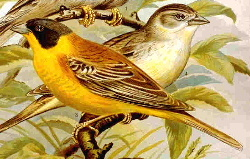